# Caio Júlio Calisto
Caio Júlio Calisto, em latim Caius Julius Callistus, foi um escravo liberto de Calígula.

## História
Ele era um liberto de Calígula, e foi o pai de Ninfídia, cuja mãe era uma costureira contratada. Ninfídia teve um caso com o gladiador Marciano, por causa da fama do gladiador, e desta união provavalmente nasceu Ninfídio Sabino, que era muito parecido com Martiano. Depois do nascimento de Ninfídio, Ninfídia foi amante de Calígula, quando este era jovem, e Ninfídio, por causa disto, dizia ser filho ilegítimo de Calígula.